# Biblia Gustawa Wazy
Biblia Gustawa Wazy (szw. Gustav Vasas Bibel, Vasabibeln) pełna nazwa: Biblia, Thet är: All then Helgha Scrifft, på Swensko – protestancki przekład Biblii z języka niemieckiego na język szwedzki dokonany w czasach panowania króla Gustawa Wazy. Przekład Nowego Testamentu został wydrukowany w 1526 a całą Biblię opublikowano w 1541. Było to pierwsze tłumaczenie całego Pisma Świętego na język szwedzki.

## Historia
15 sierpnia 1526 w Sztokholmie wydrukowano pierwszy przekład Nowego Testamentu w języku szwedzkim Thet Nyia Testamentit på Swensko, którego autorami było dwóch reformatorów: osobisty sekretarz króla Laurentius Andreæ i królewski doradca Olaus Petri. Całą Biblię wydrukowano latem 1541 w drukarni w Uppsali. Tłumaczenie było wzorowane w głównej mierze na wydaniu Biblii Lutra z 1534. Niektóre księgi Starego Testamentu jak Księga Psalmów czy Księga Przysłów zostały opublikowane już w 1536. W wydaniu z 1541 nawet przekład wersji Nowego Testamentu z 1526 został opracowany od nowa. Również wzorując się na Biblii Lutra, w Biblii Gustawa Wazy umieszczono liczne drzeworyty oraz ilustracje.
Do tłumaczenia Biblii i oceny prawidłowości przekładu, powołano komisję na czele której stał ówczesny arcybiskup Uppsali Laurentius Petri – brat Olausa. Skład tej komisji jest nieznany. O tym, że uczestniczyło w niej więcej osób wiadomo jedynie z listu z 1540 w którym Laurentius Petri wspomina o własnym i „innych” udziale w pracy nad przekładem.
Gustaw Waza udzielił wsparcia finansowego zarówno przy pracach wstępnych nad tłumaczeniem, jak i w kosztach druku wykorzystując do tego środki uzyskane z wpływów kościelnych.

## Rewizje przekładu
Biblia Gustawa Wazy z drobnymi zmianami, była obowiązującym tekstem Pisma Świętego w Kościele Szwecji do 1917. W międzyczasie dokonano dwukrotnie rewizji tekstu. Po raz pierwszy zmian w Biblii dokonano w 1618 na zlecenie króla Gustawa II Adolfa wprowadzając drobne poprawki językowe, których głównym celem była lepsza przejrzystość tekstu dla każdego czytelnika. Dodano w niej również nowe ilustracje. Biblię z 1618 wydano pod tytułem: Biblia, Thet är: All then Helgha Scrifft, På Swensko. Effter förre Bibliens Text, oförandrat. Do tego wydania Biblii współcześnie stosuje się nazwę „Biblia Gustawa II Adolfa” (szw. Gustav II Adolfs bibel)
Kolejnym wydaniem wzorującym się na Biblii Gustawa Wazy była wydana w 1703 Biblia Karola XII. (szw. Karl XII:s bibel) oryg. BIBLIA, Thet är All then Heliga Skrift På Swensko; Efter Konung CARL then Tolftes Befalning. Ta wersja Biblii obowiązywała do 1917, gdy ukończono trwające 144 lata prace nad „Biblią Kościelną 1917” (szw. 1917 års kyrkobibel), zwaną również Biblią Gustawa V. Był to pierwszy przekład Biblii na język szwedzki niewzorowany na Biblii Gustawa Wazy.

## Znaczenie przekładu dla języka szwedzkiego
Do czasu wydania Biblii Gustawa Wazy nie istniały jednolite reguły ortografii języka szwedzkiego do tego stopnia, że często jedna osoba zapisywała to samo słowo w różny sposób. Biblia jako najczęściej czytana księga w tych czasach ujednoliciła zasady ortografii i gramatyki stawiając wyraźną granicę pomiędzy językiem staroszwedzkim (fornsvenskan) i nowoszwedzkim (nysvenskan). Przekład Nowego Testamentu z 1526 jest pierwszą publikacją napisaną w języku nowoszwedzkim.
Z języka niemieckiego zapożyczono wiele zwrotów oraz litery „ä” i „ö” istniejące w alfabecie szwedzkim również współcześnie. Zastąpiły one używane wcześniej litery „æ” i „ø”. Wprowadzono zupełnie nową literę „å” którą zastąpiono dwuznak aa oraz w wielu słowach literę „o” mającą podwójne znaczenie fonetyczne. Zmodernizowano również pisownię innych dwuznaków, przykładowo wprowadzając ck zamiast wzorowanych poprzednio na literaturze duńskiej kk. Ta zmiana była wyraźną manifestacją odrębności kulturowej od znienawidzonej Danii.

### Przykład różnicy w tłumaczeniu
Ewangelia Mateusza 5:38–42:
| Tekst z 1526: J haffuen hördt, ath thet är sagt / ögha för ögha / och tand för tand / Men iagh sägher idher / athi skolen ey stå thet onda emoot / vthan är thet så någhor slåår tigh wedh thet höghra kinbenet / så wendt honom och thet andra til / Och om någhor wil gå til retta medh tigh / och tagha tin kiortel j frå tigh / lät honom och haffua kåpona medh / Och om någhor nödhgar tigh ena milo / så gack twå medh honom / Geff honom som aff tigh bedhes / och wendt tigh ey j frå honom / som någhot wil läna aff tigh. | Tekst rewizji z 1541: J haffuen hördt, at thet är sagdt, Ögha för ögha, Tand för tand. Men iagh sägher idher, at j skolen icke stå thet onda emoot, Vthan är thet så, at någhor slåår tigh widh thet höghra kindbenet, så wendt honom ock thet andta til. Och om någhor wil gå til retta medh tigh, och tagha tin kiortel jfrå tigh, lät honom ock haffua kåpona medh. Och om någhor nödhgar tigh ena milo, så gack twå medh honom. Giff honom som aff tigh bedhes, och wendt tigh icke jfrå honom, som någhot wil läna aff tigh. | Tekst współczesny (Biblia z 2000): Ni har hört att det är sagt: Öga för öga och tand för tand. Men jag säger er: värj er inte mot det onda. Nej, om någon slår dig på högra kinden, så vänd också den andra mot honom. Om någon vill processa med dig för att få din skjorta, så ge honom din mantel också. Om någon vill tvinga dig att följa med en mil i hans tjänst, så gå då två mil med honom. Ge åt den som ber dig, och vänd inte ryggen åt den som vill låna av dig. |

## Galeria

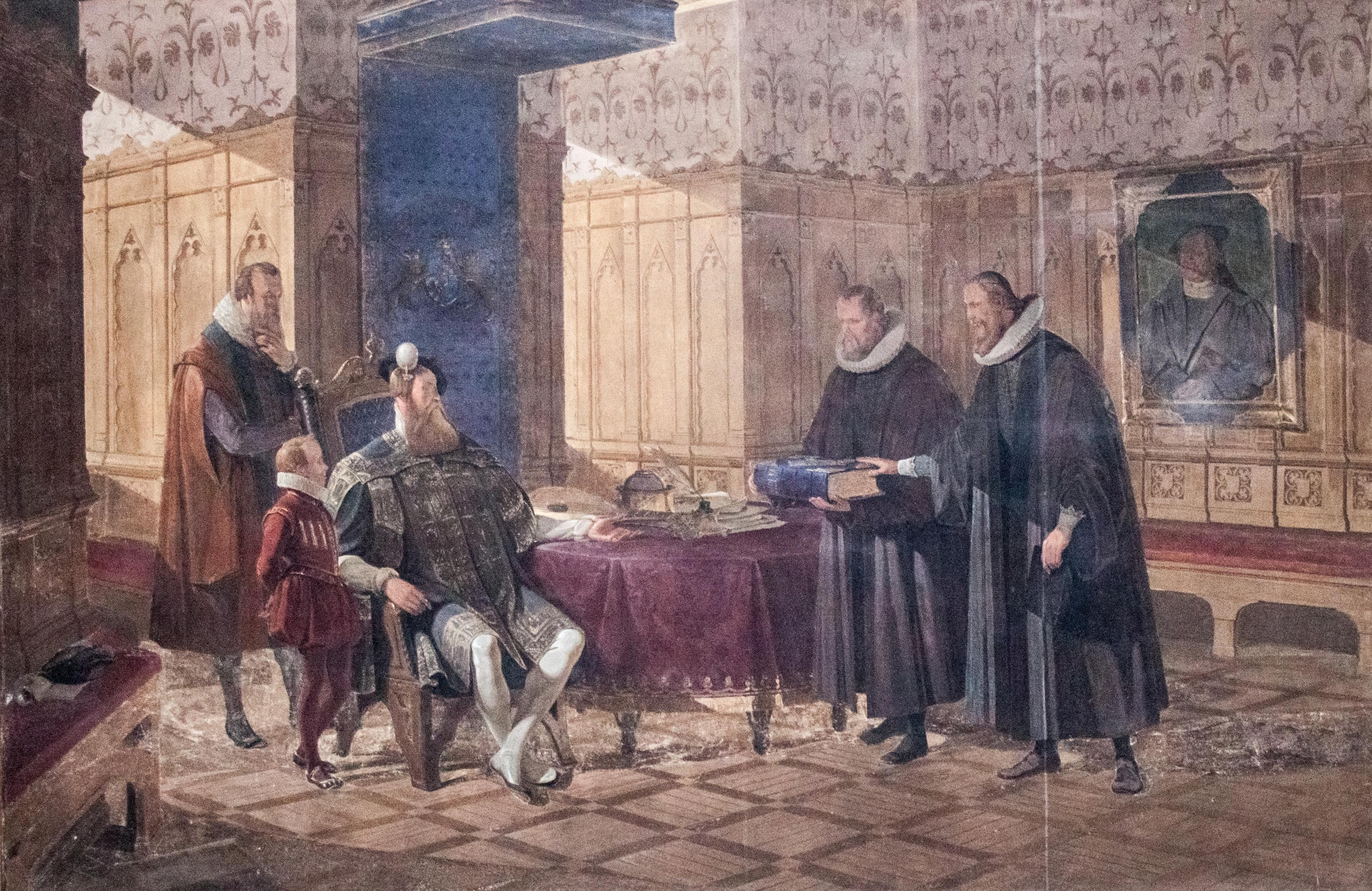
Fresk: Gustaw Waza otrzymuje pierwszy egzemplarz Biblii. Johan Gustaf Sandberg, Katedra w Uppsali.
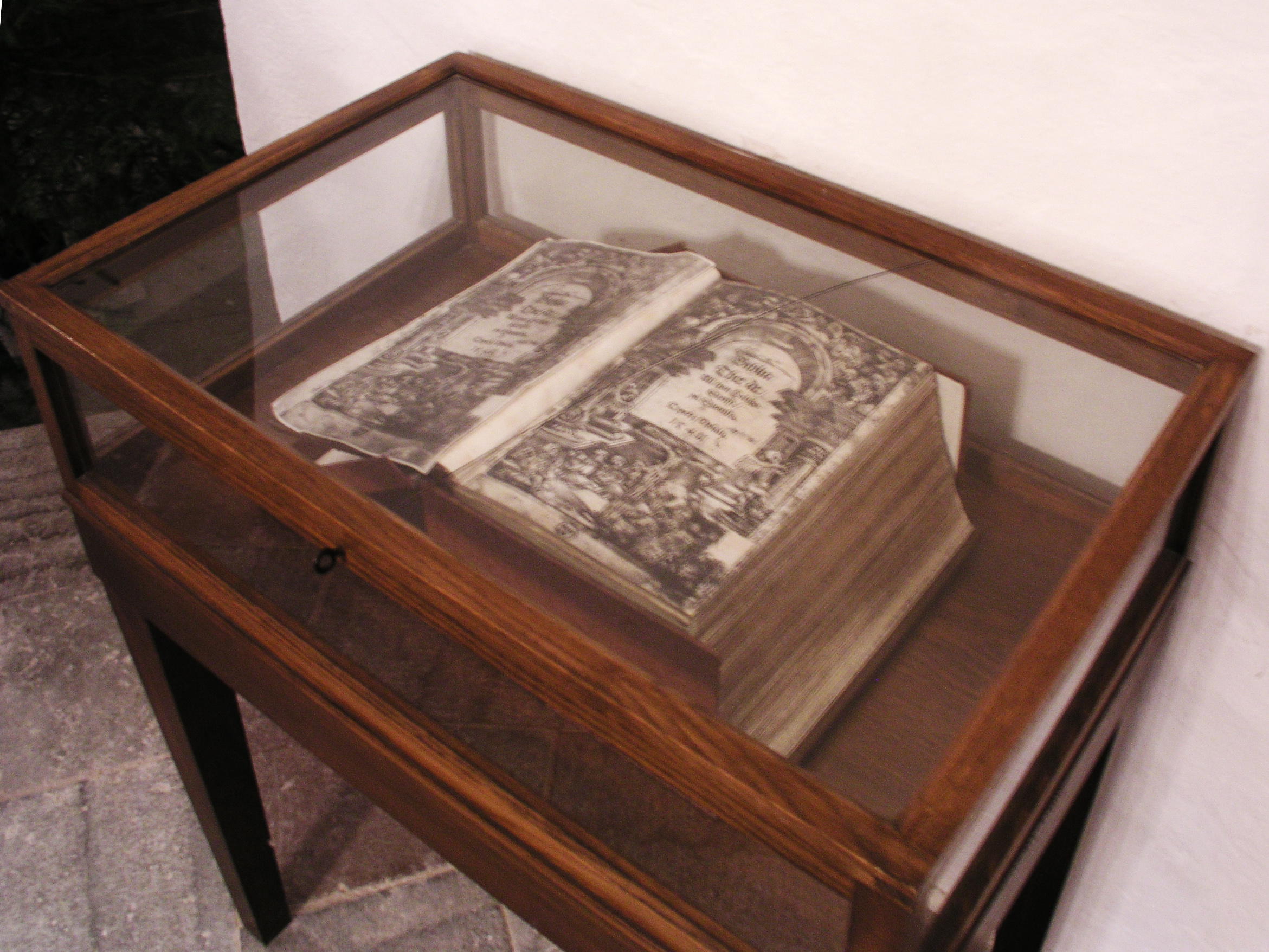
Biblia Gustawa Wazy wystawiona w kościele w Östra Skureby.